# Попов, Василий Григорьевич
Василий Григорьевич Попов (26 июля 1880 — 15 мая 1922) — военный деятель Российской империи и Белого движения. Генерал-майор (1919).

## Биография
Сын чиновника станицы Рассыпной, 1-го ВО ОКВ. Окончил Оренбургский Неплюевский кадетский корпус (1897, учился вместе с А. И. Дутовым), Николаевское кавалерийское училище по 1 разряду (1899).
На службе с 31 августа 1897 года. Командирован в Туркестанский сапёрный батальон для изучения саперного дела (16.06-18.08.1900). На льготе с 19.09.1902. Со льготы командирован в Забайкальское Казачье Войско для отправки на Дальний Восток (28.01.1904). Участник Русско-японской войны в составе 2-го Верхнеудинского казачьего полка.

### Участие в Первой мировой войне
Удостоен Георгиевским оружием «За храбрость» (ПВПиВГК 22.09.1919). за отл. в бою 16.05.1919:
выбил превосходящего противника из хут. Старцева и Гребени и удержал позицию, лично, пренебрегая опасностью, продолжил захлебнувшееся наступление — ≪За то, что в бою 16 мая 1919 года будучи н ачальником боевого участка и получив донесение, что сотни двух казачьих полков превосходящими силами противника и его сильным ружейным, пулеметным и артиллерийским огнём остановлены и готовы уже отступить и бросить только что занятый ими хутор “Старцев”, немедленно прибыл к м есту боя, принял на себя командование дрогнувшими частями и пренебрегая явной опасностью для жизни под продолжающимся все тем же сильным огнём, побудил эти части к новому движению вперед и удачным маневрированием заставил противника оставить сильно укрепленную позицию у хутора Гребени, занял этот хутор и удержал его за собою, чем способствовал выполнению общей операции Оренбургского участка и обеспечил надежно его правый фланг

### Участие в Гражданской войне
Военачальник Белого движения: командовал Ташкентским фронтом и на территории Оренбургского казачьего круга. Участник повстанческого движения на территории Южного Поволжья (1921, Самарская и Саратовская губ.), командовал отрядом, пытался соединиться с силами А. С. Антонова, овладел г. Хвалынском (17.03.1921). Погиб в боях с частями РККА.

## Чины
- 1899 — хорунжий
- 1904 — подъесаул
- 1908 — есаул
- 1915 — войсковой старшина
- 1916 — полковник
- 1919 — генерал-майор

## Награды
- Орден Святого Станислава III-ей степени (1904).
- Орден Святого Станислава II-ой степени с мечами (1905).
- Орден Святой Анны IV-ой ст. с надписью «За храбрость» за РЯВ (1904).
- Орден Святой Анны III-ой степени с мечами и бантом (1904).
- Орден Святой Анны II-ой ст. с мечами за 1МВ (1915).
- Орден Святого Владимира IV-ой степени с мечами и бантами, (1916).
- Орден Святого Владимира III-ой степени с мечами и бантами, (1917).
- золотое Георгиевское оружие «За храбрость» (1919).